# Antonio del Pollaiolo

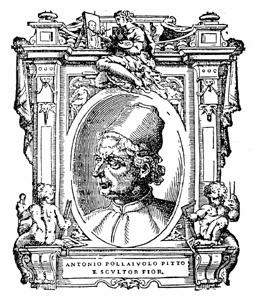
Antonio del Pollaiolo

Antonio del Pollaiolo of Pollaiuolo, eigenlijke naam Antonio di Jacopo d’Antonio Benci, (Florence, 17 januari 1431/1432 – Rome, 1498) was een Italiaans kunstschilder, beeldhouwer, graveur en goudsmid tijdens de Italiaanse renaissance. Hij was onder andere in dienst van de invloedrijke familie de' Medici.

## Levensloop
Antonio’s bijnaam Pollaiolo dankte hij aan het beroep van zijn vader, die handelaar was in gevogelte. Gedurende zijn artistieke leven werkte hij nauw samen met zijn jongere broer Piero, van wie algemeen gezegd werd, dat hij qua artisticiteit onderdeed voor zijn broer Antonio. Zij experimenteerden met het gebruik van olieverf, naar het voorbeeld van de Vlaamse schilders. Het atelier van de twee broers genoot een grote bekendheid in Florence en wordt beschouwd als invloedrijk voor de ontwikkeling van de kunsten in die stad.
Antonio werd opgeleid als goudsmid en beeldhouwer door Lorenzo Ghiberti en vanaf 1466 werd hij lid van het Arte della Seta gilde, een gilde van zijdebewerkers. Hoewel hij ook bekend werd als schilder en graveur, beschouwde hij zichzelf op de eerste plaats een metaalbewerker, met name van goud en brons. Hij maakte kandelaars, kruisbeelden en harnassen. In 1484 reisde hij op uitnodiging van Lorenzo de' Medici naar Rome. Hij kreeg er grote bekendheid door de vervaardiging van de grafmonumenten van de pausen Sixtus IV en Innocentius VIII; het laatste wordt beschouwd als het eerste grafbeeld waarbij de overledene tijdens zijn leven wordt uitgebeeld. Daarnaast maakte hij een reeks standbeelden van Hercules.
Antonio was een van de eersten die de vervolmaking van de menselijke anatomie in de kunst tot stand bracht door studies van ontledingen te maken en te werken met modellen. Daarnaast richtte hij zich ook op een verbetering in de weergave van het landschap. Door zijn experimenteerdrang en zijn technische virtuositeit stond hij hoog aangeschreven bij zijn tijdgenoten. Maar later geraakte hij in de vergetelheid in vergelijking met zijn tijdgenoten, door de mindere elegantie en harmonie van zijn schilderijen.
Antonio stierf in Rome en werd begraven naast zijn broer in de San Pietro in Vincoli-kerk aldaar.

## Werken

### Schilderijen
- Apollo en Daphne (National Gallery (Londen))
- Tobias en de engel (1460) (Galleria Sabauda (Turijn))
- Portret van een jonge vrouw (1465) (Staatliche Museen (Berlijn))
- Strijd van de tien naakte mannen (1470) (Uffizi (Florence))
- David als overwinnaar (1472) (Staatliche Museen, (Berlijn))
- Hercules en de Hydra (1475) (Uffizi, (Florence))
- Het martelaarschap van Sint-Sebastiaan (1473-75) (National Gallery, (Londen))
- Portret van een jonge vrouw (1475) (Uffizi, (Florence))
- Hercules en Antaeus (1478) (Uffizi, (Florence))

### Beeldhouwwerken
- Hercules en Antaeus (1470) (Museo Nazionale del Bargello (Florence))
- Hercules (1470) (Frick Collection (New York))
- Tombe van paus Innocentius VIII (1492-1498) (Sint-Pietersbasiliek (Rome))
- Tombe van Sixtus IV (1484-1493) (Schatkamer van de Sint-Pietersbasiliek (Rome))

| Werken van Antonio del Pollaiolo | Werken van Antonio del Pollaiolo | Werken van Antonio del Pollaiolo | Werken van Antonio del Pollaiolo |
| -------------------------------- | -------------------------------- | -------------------------------- | -------------------------------- |
|                                  |                                  |                                  |                                  |
| Hercules en de Hydra             | Portret van een jonge dame       | Strijd van de 10 naakte mannen   | Grafmonument Innocentius VIII    |
| Uffizi, Florence                 | Uffizi, Florence                 | Uffizi, Florence                 | Sint-Pietersbasiliek             |